# Ganganarasi, Harihar
Ganganarasi là một làng thuộc tehsil Harihar, huyện Davanagere, bang Karnataka, Ấn Độ.